# 바이디성

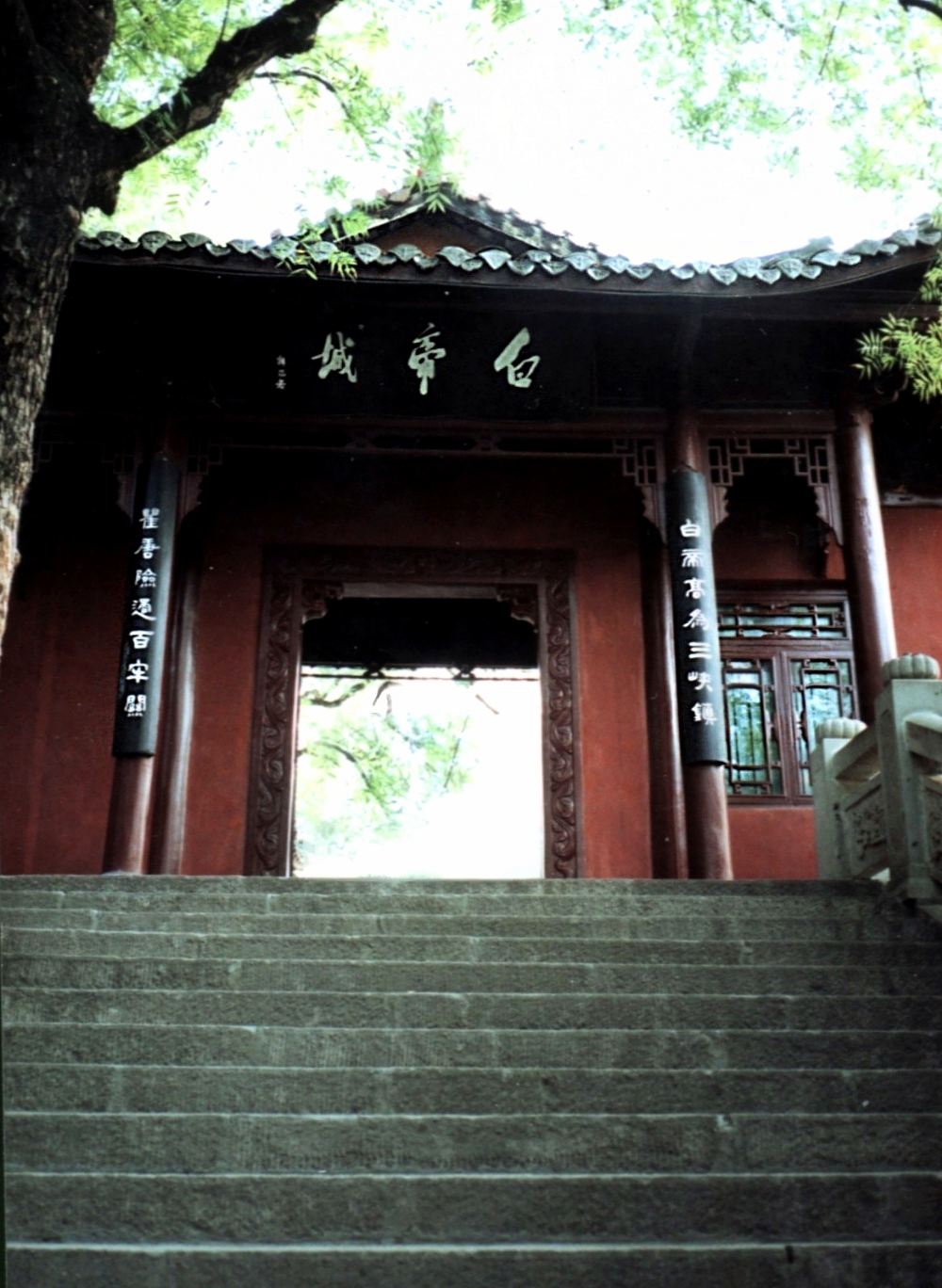
바이디성 입구에 있는 궈모뤄(郭沫若)가 작성한 현판

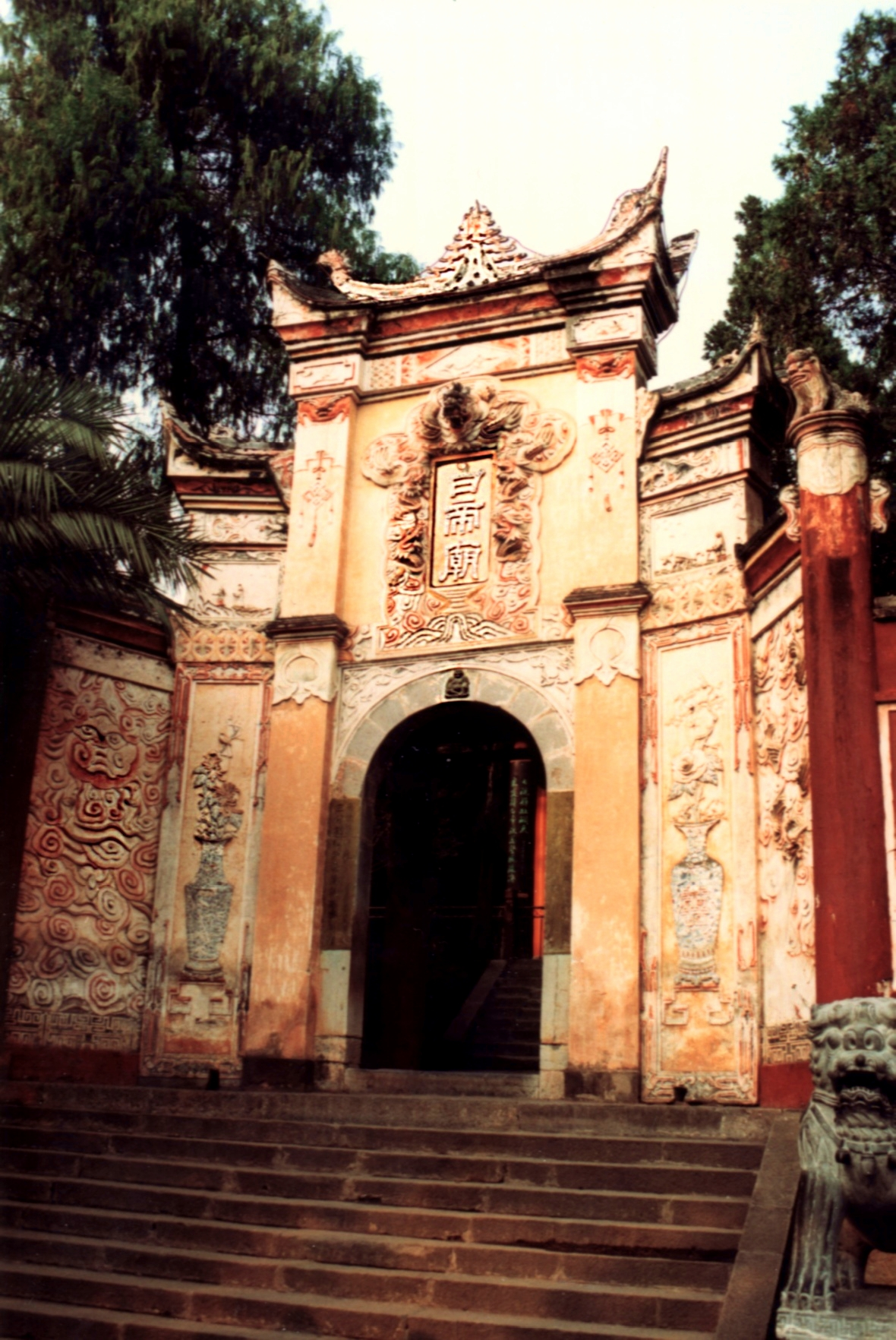
바이디성

바이디성(白帝城) 또는 백제성은 중국 쓰촨성 충칭시 펑제현 동부의 장강 북부 연안에 있는 지명이다. 펑제현 동쪽으로 약 8 킬로미터 떨어진 지역에 위치하며, 창장싼샤의 주요 관광지 중 하나이다. 이곳의 한쪽 면은 바이디산(白帝山)에 맞대고 있고 나머지 세 방향은 물이 굽이치는 높은 협곡으로 둘러싸여 있으며, 정면으로는 장강의 취탕샤(瞿塘峡)가 위치한다.
2006년 싼샤 댐의 완공 이후 주변의 수역이 높아져 사방이 완전히 물로 둘러싸인 하중도가 되었으며, 현재는 북부에 건설된 다리와 배로 접근이 가능하다.

## 역사
본래 이름은 자양성(子陽城)이며, 신나라 말기에 공손술(公孫述)이 사천(四川)에서 거병해 촉왕(蜀王)을 자칭할 당시 이 곳에 있는 우물에서 하얀 연기가 솟아올랐는데 그 모습이 마치 흰 용과 같아, 자신을 백제(白帝)라 칭하고 성의 이름 또한 백제성(白帝城)으로 고쳤다.
이후 삼국 시대 당시에는 어복현(漁復縣)에 속했으며, 촉한의 황제인 유비가 이릉 대전에서 오나라에 패해 이곳으로 피신하여 계속 머물렀다. 그 뒤 어복현을 영안현(永安縣)으로 개칭하고, 임종 직전 유비는 이 곳의 영안궁(永安宮)에서 제갈량에게 후사를 맡긴 뒤 병사하였다.
1980년 쓰촨성 정부에 의해 성급문물보호단위로 지정되었으며, 이후 충칭시가 분리하여 충칭시에 속하게 되었다. 그 뒤 2000년 충칭시의 문물보호단위로 지정되었고, 2006년부터 전국중점문물보호단위로 자정되었다.
현존하는 백제성은 바이디산에 있는 '백제묘(白帝廟)'이며, 명나라와 청나라 당시에 유적을 복원하였다. 또한 이 곳의 지하에는 3겹으로 이루어진 과거 백제성의 성벽이 묻혀있으며, 고고학자들의 발굴이 진행되고 있다.
이곳은 기문천하웅(夔門天下雄)을 관찰하기 좋은 곳기에 이백, 두보, 백거이, 유우석, 소식, 황정견, 범성대, 육유 등이 이곳에 머물며 시를 읊어 '시성(詩城)'이라는 별칭으로도 불리며, 현재 이곳의 입구에는 마오쩌둥과 저우언라이가 이백이 지은 시 <조발백제성(早發白帝城)>를 필사한 현판이 있다. 또한 입구는 궈모뤄가 작성한 현판으로 장식되었으며, 좌우 양 옆으로 두보의 시구에서 인용한 주련(柱聯)이 있다.
그리고 이곳의 사당 내에는 유비가 임종할 당시를 재현한 대형 인형이 전시되어 있으며, 제갈량을 모시는 무후사(武侯祠) 또한 위치한다. 이외에 이곳의 한가운데에는 유우석의 석상이 있으며, 유우석이 지은 죽지사(竹枝詞)가 적혀 있다.

## 같이 보기
- 펑제현
- 공손술
- 유비